# Teoria do funcional da densidade
A Teoria do Funcional da Densidade (do inglês, Density Functional Theory, DFT) é uma das mais populares teorias da mecânica quântica utilizada para descrever propriedades eletrônicas na física do estado sólido, química quântica, ciência dos materiais, bioquímica, biologia, nano-sistemas e sistemas em escala atômica. Com essa teoria, as propriedades de um sistema com muitos elétrons podem ser determinadas aplicando funcionais, funções que recebem como argumento uma outra função, sobre a densidade eletrônica, o que origina o nome Teoria do Funcional da Densidade. A DFT é um dos métodos mais versáteis disponíveis em física da matéria condensada, física computacional e química computacional devido a generalidade de seus fundamentos e a flexibilidade de implementação. Os cálculos de DFT são ab initio (de primeiros princípios) não usam parâmetros experimentais ou empíricos e têm grande impacto na ciência dos materiais por seu poder preditivo com um custo computacional praticável.

## Visão geral
O tratamento quântico completo de um sistema de muitos elétrons, sob um potencial externo, deve considerar a repulsão coulombiana entre cada par de elétrons e a interação de spin. Esse problema não tem solução analítica, já que a função de onda total deve depender da distância entre todos os elétrons.
O método de Hartree-Fock (1930) é uma das teorias que busca resolver esse problema utilizando a função de onda como variável fundamental e apesar de apresentar resultados precisos, envolve um alto custo computacional.  Já o modelo de Thomas-Fermi (1927), desenvolvido independentemente por Llewellyn Thomas e Enrico Fermi, é considerado o precursor da DFT e também busca resolver o problema quântico de muitos corpos. Essa é a primeira teoria a propor a determinação da estrutura eletrônica em termos da densidade, invés das funções de onda individuais de cada elétron. Esse modelo só é válido no limite de uma carga nuclear infinita e usá-lo para sistemas reais produz previsões quantitativas pobres.
Com a ideia inicial de Thomas-Fermi sobre o papel essencial da densidade eletrônica, Pierre Hohenberg e Walter Kohn (1964) demonstraram que a densidade eletrônica {\displaystyle n(x,y,z)} determina completamente o problema quântico e pode ser usada para resolvê-lo de forma exata. Walter Kohn recebeu o prêmio Nobel de Química em 1998 por seu desenvolvimento da Teoria do Funcional da Densidade.
Após seu desenvolvimento, a DFT tem sido utilizada para cálculos em física do estado sólido e, em muitos casos, os resultados concordam satisfatoriamente com os dados experimentais e os custos computacionais são relativamente baixos quando comparados ao método de Hartree-Fock. Entretanto, a DFT não era considerada precisa o suficiente para cálculos em química quântica até a década de 1990, quando os funcionais de troca e correlação foram refinados para prover um balanço entre custo computacional e precisão dos resultados.
Apesar das melhores aproximações para os funcionais de troca e correlação, ainda existem dificuldades em usar a DFT para descrever adequadamente as interações intermoleculares, especialmente as forças de van der Waals, as excitações de transferência de cargas, estados de transição, sistemas fortemente correlacionados e em cálculos do gap de energia em semicondutores.

## Formalismo

### Equação de Schrödinger
A Teoria do Funcional da Densidade busca resolver a equação de Schrödinger que descreve como o estado quântico de um sistema de muitos corpos evolui com o tempo. A equação abaixo é a equação de Schrödinger dependente do tempo em 3 dimensões ( {\displaystyle \mathbf {r} } é o vetor posição que, em coordenadas cartesianas, pode ser escrito como {\displaystyle \mathbf {r} =x{\hat {x}}+y{\hat {y}}+z{\hat {z}}})
{\displaystyle i\hbar {\frac {\partial \Psi (\mathbf {r} ,t)}{\partial t}}=-{\frac {\hbar ^{2}}{2m}}\nabla ^{2}\Psi (\mathbf {r} ,t)+V(\mathbf {r} )\Psi (\mathbf {r} ,t)}
Ao utilizar o método de separação de variáveis, obtém-se a equação de Schrödinger independente do tempo
{\displaystyle \left[-{\frac {\hbar ^{2}}{2m}}\nabla ^{2}+V(\mathbf {r} )\right]\psi (\mathbf {r} )=E\psi (\mathbf {r} )}
com o termo entre colchetes sendo o hamiltoniano, {\displaystyle E} os valores de energia e {\displaystyle \psi (\mathbf {r} )} os autoestados do sistema independentes do tempo. Essa equação pode ser escrita como uma equação de autovalores e autovetores da forma
{\displaystyle H\psi (\mathbf {r} )=E\psi (\mathbf {r} )}.

### Aproximação de Born-Oppenheimer
Para a descrição quântica completa de um sistema atômico ou molecular, o hamiltoniano deve incluir tanto o movimento dos núcleos como o dos elétrons, bem como a interação entre todos os corpos. Assim, o hamiltoniano completo é dado por
{\displaystyle H={\hat {T_{N}}}+{\hat {T_{e}}}+{\hat {V_{Ne}}}+{\hat {V_{e}}}+{\hat {V_{N}}}}
onde {\displaystyle {\hat {T_{N}}}} é a energia cinética dos núcleos, {\displaystyle {\hat {T_{e}}}} a energia cinética dos elétrons, {\displaystyle {\hat {V_{Ne}}}} a energia de atração elétron-núcleo, {\displaystyle {\hat {V_{e}}}} a interação repulsiva entre os elétrons e {\displaystyle {\hat {V_{N}}}} é a energia potencial de repulsão núcleo-núcleo.
Ao considerar esse hamiltoniano, a equação de Schrödinger para um sistema de muitos corpos não possui solução analítica e aproximações são necessárias. A primeira aproximação é a de Born-Oppenheimer que desacopla o movimento dos elétrons ao dos núcleos. Essa aproximação é razoável, já que a massa dos núcleos é muito maior que a dos elétrons que se rearranjam rapidamente após qualquer alteração na posição dos núcleos. Com isso, a energia cinética dos núcleos se torna um termo constante em relação ao movimento dos elétrons, e o hamiltoniano pode ser escrito como
{\displaystyle {H}={H}_{ele}+{\hat {V}}_{N}}
onde
{\displaystyle {H}_{ele}={\hat {T}}_{e}+{\hat {V}}_{Ne}+{\hat {V}}_{e}}
é denominado hamiltoniano eletrônico.  A equação de Schrödinger para todos os elétrons do sistema é
{\displaystyle {H}_{ele}\psi _{e}=E\psi _{e}}
onde {\displaystyle \psi _{e}} é a função de onda total do sistema eletrônico e {\displaystyle E} é a energia.

### Teoremas de Hohenberg e Kohn
A Teoria do Funcional da Densidade está embasada em dois teoremas propostos por P. Hohenberg e W. Kohn (HK) em 1964. Os teoremas são válidos para um sistema constituído por um número arbitrário de elétrons confinados numa caixa, sujeitos a um potencial externo {\displaystyle v(\mathbf {r} )} e à repulsão coulombiana mútua.
1º Teorema: O potencial externo {\displaystyle v(\mathbf {r} )} sentido pelos elétrons é um funcional único da densidade eletrônica {\displaystyle n(\mathbf {r} )}.
A prova deste teorema é feita por reductio ad absurdum. Considerando o hamiltoniano eletrônico {\displaystyle H_{ele}}
{\displaystyle H_{ele}=T+U+V}
onde a energia cinética total {\displaystyle T}, a energia potencial proveniente do potencial externo {\displaystyle V} e a repulsão coulombiana {\displaystyle U} são dados por
{\displaystyle T={\frac {1}{2}}\int {\nabla \psi ^{*}(\mathbf {r} )\nabla \psi (\mathbf {r} )d\mathbf {r} }}
{\displaystyle V=\int {v(\mathbf {r} )\psi ^{*}(\mathbf {r} )\psi (\mathbf {r} )d\mathbf {r} }}
{\displaystyle U={\frac {1}{2}}\int {{\frac {1}{|\mathbf {r} -\mathbf {r} '|}}\psi ^{*}(\mathbf {r} )\psi (\mathbf {r} ')\psi (\mathbf {r} ')\psi (\mathbf {r} )d\mathbf {r} d\mathbf {r} '}}
Por simplicidade, supõe-se que o estado fundamental é não degenerado e a densidade eletrônica nesse estado é dada por
{\displaystyle n(\mathbf {r} )=\int {\Psi ^{*}(\mathbf {r} )\Psi (\mathbf {r} )d\mathbf {r} }}
Agora, suponha que outro potencial {\displaystyle v'(\mathbf {r} )}, associado ao hamiltoniano {\displaystyle H'_{ele}}
{\displaystyle H'_{ele}=T+V'+U}
com estado fundamental {\displaystyle \Psi '} e energia {\displaystyle E'}, dê origem a mesma densidade {\displaystyle n(\mathbf {r} )}.
Para {\displaystyle \Psi } ser diferente de {\displaystyle \Psi '}, {\displaystyle v'(\mathbf {r} )-v(\mathbf {r} )} necessariamente não é uma constante e as funções de onda satisfazem diferentes equações de Schrödinger. Pelo princípio variacional, a energia do estado fundamental é mínima para função de onda exata daquele estado, de forma que as desigualdades abaixo são válidas.
{\displaystyle E'=\langle \Psi '|H'_{ele}|\Psi '\rangle <\langle \Psi |H'_{ele}|\Psi \rangle =\langle \Psi |H_{ele}+V'-V|\Psi \rangle }
{\displaystyle E'<E+\int {[v'(\mathbf {r} )-v(\mathbf {r} )]n(\mathbf {r} )d\mathbf {r} }}
{\displaystyle E<E'+\int {[v(\mathbf {r} )-v'(\mathbf {r} )]n(\mathbf {r} )d\mathbf {r} }}
Ao somar as duas desigualdades obtém-se:
{\displaystyle E'+E<E+E'}
que é uma inconsistência. Dessa forma, assumir que a densidade é igual para {\displaystyle v'(\mathbf {r} )\neq v(\mathbf {r} )} gera um absurdo decorrente de {\displaystyle \Psi } ser necessariamente diferente de {\displaystyle \Psi '}. Conclui-se que a unicidade de {\displaystyle n(\mathbf {r} )} exige que {\displaystyle \Psi =\Psi '} e {\displaystyle v'(\mathbf {r} )-v(\mathbf {r} )} seja constante, portanto, o potencial externo é um funcional único da densidade eletrônica.
O 1º teorema de HK demonstra que a densidade pode ser a variável fundamental na determinação da estrutura eletrônica e isso é sumarizado pela sequência abaixo
{\displaystyle n(\mathbf {r} )\Rightarrow \Psi \Rightarrow v(\mathbf {r} )\Rightarrow {\text{Observáveis}}}
onde o conhecimento da densidade eletrônica implica no conhecimento da função de onda e do potencial externo que determina o hamiltoniano do sistema e, consequentemente, todos os observáveis no estado fundamental.
2º Teorema: A energia do estado fundamental é mínima para densidade {\displaystyle n(\mathbf {r} )} exata.
O segundo teorema expressa que a energia do estado fundamental é um funcional da densidade eletrônica cujo valor mínimo é obtido para densidade exata.  Para provar esse teorema, considere o funcional
{\displaystyle E_{v}[n(\mathbf {r} )]\equiv \int {v(\mathbf {r} )n(\mathbf {r} )d\mathbf {r} }+F[n(\mathbf {r} )]}
onde
{\displaystyle F[n(\mathbf {r} )]=\langle \Psi |T+U|\Psi \rangle }
é denominado funcional universal. Do método variacional, o funcional {\displaystyle \epsilon _{v}} da função de onda {\displaystyle \Psi '}
{\displaystyle \epsilon _{v}[\Psi ']=\langle \Psi '|V|\Psi '\rangle +\langle \Psi '|T+U|\Psi '\rangle }
é mínimo para o estado fundamental {\displaystyle \Psi }. Se {\displaystyle \Psi '} for o estado fundamental associado ao potencial externo {\displaystyle v'(\mathbf {r} )}, a seguinte relação é válida
{\displaystyle \epsilon _{v}[\Psi ']=\int {v(\mathbf {r} )n'(\mathbf {r} )d\mathbf {r} }+F[n'(\mathbf {r} )]>\epsilon [\Psi ]=\int {v(\mathbf {r} )n(\mathbf {r} )d\mathbf {r} }+F[n(\mathbf {r} )]}
de forma que
{\displaystyle \epsilon [n'(\mathbf {r} )]>\epsilon [n(\mathbf {r} )]}
como se queria demonstrar. Em linhas gerais, o segundo teorema de HK apresenta um critério para determinar a densidade do estado fundamental.
Se {\displaystyle F[n(\mathbf {r} )]} for um funcional conhecido, o problema de determinar a densidade e energia do estado fundamental de um sistema eletrônico em dado potencial externo se reduz a minimização do funcional {\displaystyle E_{v}[n]}. Como as interações de Coulomb são de longo alcance, é conveniente separar essa interação do funcional universal
{\displaystyle F[n]={\frac {1}{2}}\int {{\frac {n(\mathbf {r} )n(\mathbf {r} ')}{|\mathbf {r} -\mathbf {r} '|}}d\mathbf {r} d\mathbf {r} '}+G[n]}
e definir o funcional {\displaystyle G[n]} que deve estar relacionado às energias cinética, de troca e correlação dos elétrons. Apesar da aproximação de Born-Oppenheimer, o desenvolvimento da teoria é exato até esse ponto, entretanto, não é conhecida nenhuma forma analítica para o funcional {\displaystyle G[n]} e aproximações devem ser tomadas para que seja possível determinar a densidade eletrônica do estado fundamental.

### Equações de Kohn-Sham
W. Kohn e L. J. Sham (1965) foram os primeiros a apresentar uma tática para determinar a estrutura eletrônica de sistemas com muitos elétrons a partir da minimização do funcional {\displaystyle E_{v}}.
O ansatz de Kohn-Sham propõe que a densidade do estado fundamental de um sistema com elétrons interagentes seja igual à densidade do estado fundamental de um sistema fictício com elétrons não interagentes em um potencial efetivo, de forma que o funcional universal {\displaystyle G[n]} é dado por
{\displaystyle G[n]\equiv T_{s}[n]+E_{xc}[n]}
onde {\displaystyle T_{s}[n]} é a energia cinética do sistema não interagente com densidade {\displaystyle n(\mathbf {r} )} e {\displaystyle E_{xc}[n]} é a energia de troca e correlação de um sistema interagente de mesma densidade {\displaystyle n(\mathbf {r} )}. Com isso, o funcional de energia que deve ser minimizado é
{\displaystyle E_{v}[n]=\int {v(\mathbf {r} )n(\mathbf {r} )d\mathbf {r} }+{\frac {1}{2}}\int {{\frac {n(\mathbf {r} )n(\mathbf {r} ')}{|\mathbf {r} -\mathbf {r} '|}}d\mathbf {r} d\mathbf {r} '}+T_{s}[n]+\int {n(\mathbf {r} )E_{xc}[n(\mathbf {r} )]d\mathbf {r} }}
A resolução do problema de muitos corpos esbarra num funcional com fórmula analítica não conhecida {\displaystyle E_{xc}[n]} e, posteriormente, será necessário aproximar esse termo.
A densidade eletrônica exata é um extremo do funcional de energia {\displaystyle E_{v}} e a carga eletrônica total do sistema de {\displaystyle N} elétrons é fixa, de forma que a equação abaixo é um vínculo
{\displaystyle \int {n(\mathbf {r} )d\mathbf {r} }=N}
De acordo com o método variacional, incluindo esse vínculo, deve-se ter
{\displaystyle \int {\delta n(\mathbf {r} ){\bigg (}{\frac {\delta T_{s}}{\delta n}}+v(\mathbf {r} )+\int {{\frac {n(\mathbf {r'} )}{|\mathbf {r} -\mathbf {r} '|}}d\mathbf {r} '}+v_{xc}[n]-\mu {\bigg )}d\mathbf {r} }=0}
onde {\displaystyle \mu } é o multiplicador de Lagrange e {\displaystyle v_{xc}[n]={\frac {\delta E_{xc}}{\delta n}}} é o potencial de troca e correlação.
A energia cinética do sistema fictício não interagente, em unidades atômicas, é
{\displaystyle T_{s}[n]=-{\frac {1}{2}}\sum _{i}\int {\psi _{i}^{*}\nabla ^{2}\psi _{i}d^{3}r}}
e do ansatz de KS decorre que
{\displaystyle n(\mathbf {r} )=\sum _{i=1}^{N}|\psi _{i}(\mathbf {r} )|^{2}}
é a densidade do estado fundamental.
A solução da equação de minimização que deve resultar em {\displaystyle n(\mathbf {r} )} pode ser obtida da equação de Schrödinger de uma partícula, já que no sistema fictício os elétrons não interagem
{\displaystyle {\hat {h}}^{KS}\psi _{i}(\mathbf {r} )={\bigg (}-{\frac {1}{2}}\nabla ^{2}+v^{KS}[n]{\bigg )}\psi _{i}(\mathbf {r} )=\epsilon _{i}\psi _{i}(\mathbf {r} )}.
Essa equação é denominada equação de Kohn-Sham, {\displaystyle {\hat {h}}^{KS}} é o hamiltoniano de KS e
{\displaystyle v^{KS}=v(\mathbf {r} )+\int {{\frac {n(\mathbf {r} ')}{|\mathbf {r} -\mathbf {r} '|}}d\mathbf {r} '}+v_{xc}[n]}
é o potencial efetivo de Kohn-Sham. Normalmente, {\displaystyle \psi _{i}} são ditos orbitais de KS e é importante destacar que esses orbitais não são as funções de onda do sistema interagente, tal como {\displaystyle \epsilon _{i}} não é autovalor de energia do sistema real; apenas a densidade do estado fundamental {\displaystyle n(\mathbf {r} )} é igual nos sistemas real e fictício.
É necessário resolver a equação de KS para determinar a densidade eletrônica, entretanto, {\displaystyle v^{KS}} depende de {\displaystyle n(\mathbf {r} )} e não é possível resolver a equação diretamente. Nesse caso, comumente, é adotado um cálculo autoconsistente.

### Método de cálculo autoconsistente

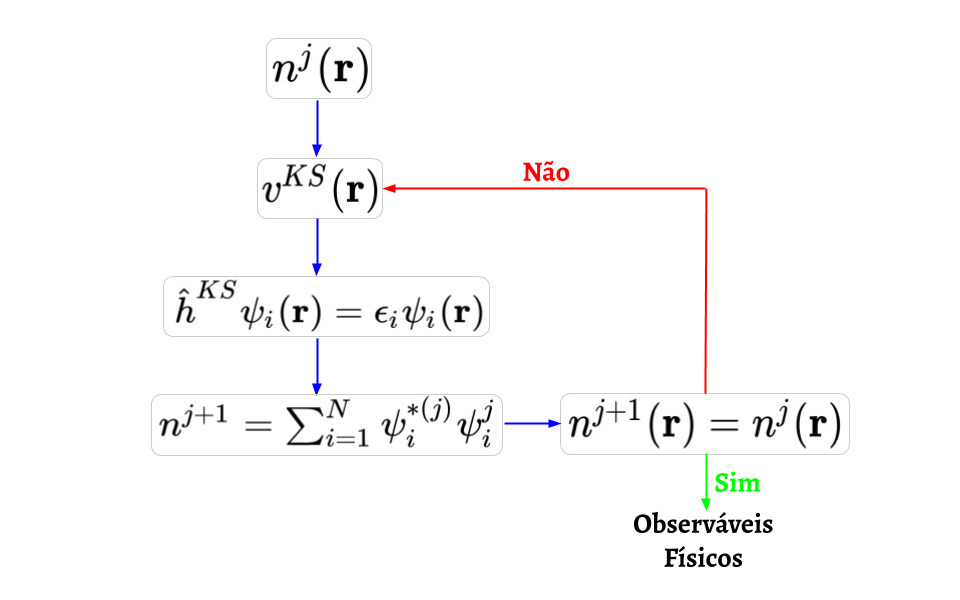
Cálculo autoconsistente em DFT

A equação de KS pode ser resolvida através de um cálculo autoconsistente: a partir de uma densidade inicial {\displaystyle n^{j}}, calcula-se o potencial efetivo de Kohn-Sham {\displaystyle v^{KS}(\mathbf {r} )} e determinam-se as funções de onda {\displaystyle \psi _{i}(\mathbf {r} )} pela solução da equação de KS. Em seguida, calcula-se a densidade do estado fundamental {\displaystyle n^{j+1}} a partir desses orbitais e compara-se com a densidade inicial: se {\displaystyle n^{j+1}=n^{j}} , diz-se que o cálculo convergiu e a densidade {\displaystyle n^{j+1}} pode ser utilizada para determinar os observáveis físicos; caso contrário, {\displaystyle n^{j+1}} é utilizado para calcular o potencial efetivo, o ciclo de autoconsistência é reiniciado e esse processo continua até o cálculo convergir.
A densidade eletrônica inicial é arbitrária e, normalmente, é uma distribuição aleatória. Note que para calcular o potencial efetivo de KS é preciso, a priori, aproximar o funcional de troca e correlação {\displaystyle E_{xc}}, portanto, para iniciar o cálculo autoconsistente devem ser feitas, inicialmente, duas escolhas: densidade eletrônica inicial e a forma de {\displaystyle E_{xc}}.

## Funcionais de Troca e Correlação
A escolha do funcional de troca e correlação é um fator decisivo para o precisão da DFT e um dos aspectos mais atraentes dessa teoria é que mesmo as aproximações mais simples para esse funcional podem fornecer resultados precisos. As aproximações para {\displaystyle E_{xc}} podem ser separadas em: funcionais locais (como TF, LDA e LSDA onde esse último inclui a polarização de spin), funcionais dependentes do gradiente (GEA e GGA) e funcionais não locais (híbridos DFT, meta-GGA e EXX, etc).

### LDA
Na aproximação LDA (do inglês, Local Density Approximation), supõe-se que a energia de troca e correlação de um sistema inomogêneo de densidade {\displaystyle n(\mathbf {r} )} no ponto {\displaystyle r} é igual à energia de troca e correlação de um gás de elétrons homogêneo com a mesma densidade. O funcional {\displaystyle E_{xc}}, para um sistema sem polarização de spin, é escrito como
{\displaystyle E_{xc}^{LDA}[n]=\int {n(\mathbf {r} )\epsilon _{xc}(n(\mathbf {r} ))d\mathbf {r} }}
onde {\displaystyle \epsilon _{xc}(n)} é a energia de troca e correlação por elétron do gás de densidade constante {\displaystyle n(\mathbf {r} )}. Com isso, o potencial de troca e correlação
{\displaystyle v_{xc}[n]={\frac {\delta E_{xc}}{\delta n}}={\frac {d}{dn(\mathbf {r} )}}{\big [}n(\mathbf {r} )\epsilon _{xc}(n(\mathbf {r} )){\big ]}}
depende apenas da densidade no ponto {\displaystyle \mathbf {r} }.
A energia de troca e correlação por elétron é decomposta linearmente nessas interações, de forma que
{\displaystyle E_{xc}\approx E_{xc}^{LDA}[n]=\int {n(\mathbf {r} )[\epsilon _{x}(n(\mathbf {r} ))+\epsilon _{c}(n(\mathbf {r} ))]d\mathbf {r} }}
onde energia de troca {\displaystyle \epsilon _{x}} do gás homogêneo é conhecida analiticamente e a energia de correlação {\displaystyle \epsilon _{c}} deve ser parametrizada ou determinada através de outras simulações computacionais.
D. M. Ceperley e B. J. Alder (1980) determinaram {\displaystyle \epsilon _{c}} com grande precisão para certos valores de densidade a partir de uma simulação com Monte Carlo Quântico para o gás homogêneo e interagente. A partir desses valores, J. Perdew e A. Zunger (1981) propuseram uma parametrização para {\displaystyle \epsilon _{xc}} conhecido como LDA-PZ. Por muitos anos, a aproximação LDA foi utilizada no cálculo de estruturas de banda e energia total já que apresenta bons resultados mesmo para sistemas com densidade não uniforme e isso se deve a um cancelamento sistemático: a energia de correlação é subestimada, enquanto a de troca é superestimada.

### GGA
Se a densidade eletrônica for não uniforme, a aproximação LDA não descreve bem os sistemas reais que são inomogêneos, já que os elétrons estão sujeitos a variação espacial do campo elétrico dos núcleos e se repelem mutuamente. Nesse contexto, surge a aproximação GGA (do inglês, Generalized Gradient Approximation) que considera a variação espacial da densidade {\displaystyle n(\mathbf {r} )} ao propor que o funcional de troca e correlação seja expresso em termos de {\displaystyle n(\mathbf {r} )} e {\displaystyle \nabla n(\mathbf {r} )}. Genericamente:
{\displaystyle E_{xc}\approx E_{xc}^{GGA}[n]=\int {f{\big (}n(\mathbf {r} ),\nabla n(\mathbf {r} ){\big )}d\mathbf {r} }}.
Existem várias escolhas para a função {\displaystyle f} e isso implica em diferentes aproximações GGA, como os funcionais PBE (proposto por J. P. Perdew, Kieron Burke e Matthias Ernzerhof em 1996) e BLYP (que combina o funcional de troca proposto por A. D. Becke (1988) com o funcional de correlação formulado no mesmo ano por C. Lee, W. Yang e R. Parr). As aproximações GGA descrevem bem as ligações químicas, mas falham na descrição de interações fracas como as forças de van der Waals.

## Pseudopotenciais
Para resolver numericamente a equação de Schrödinger ou de Kohn-Sham é necessário expandir as funções de onda em funções de base e esse processo resulta num conjunto de equações seculares para determinar os coeficientes da expansão. Em linhas gerais, as funções de base podem ser localizadas ou ondas planas PW (do inglês, Plane Wave). No primeiro caso, destacam-se as expansões LCAO (do inglês, Linear Combination of Atomic Orbitals) em orbitais atômicos e em funções gaussianas. Também existem funções acopladas que misturam os dois tipos de funções de base, como os métodos Muffin-Tin (LMTO, APW  e KKR são exemplos).
Uma aproximação muito comum ao aplicar a DFT a sistemas reais é utilizar pseudopotenciais. O conceito de pseudopotencial é embasado no fato de que as ligações químicas são dominadas pelos elétrons de valência e, numa boa aproximação, os orbitais dos elétrons de caroço (mais próximos do núcleo) não são alterados se o átomo é colocado em outro ambiente. É possível considerar a configuração dos elétrons de caroço em um cálculo atômico e determinar apenas a densidade eletrônica de valência através da resolução da equação de KS num cálculo autoconsistente, onde o potencial externo dos núcleos é substituído por um pseudopotencial que contabiliza os elétrons de caroço. Esse pseudopotencial é construído de forma que o potencial externo é exato na região de valência. B. Bachelet e M. Schlüter (1982) apresentam o formalismo utilizado na construção de pseudopotenciais.
Todos os elétrons oscilam perto do núcleo, de forma que seriam necessárias muitas ondas planas na expansão dos orbitais de KS para descrever satisfatoriamente essa região. Utilizar um pseudopotencial, portanto, é conveniente por reduzir o número de elétrons que são tratados explicitamente, bem como o número de ondas planas necessárias para descrição do sistema e isso faz com que os cálculos de DFT sejam factíveis para sistemas com milhares de elétrons.

## Aplicações
A Teoria do Funcional da Densidade tem sido aplicada de forma crescente nas áreas de ciência dos materiais e química quântica, geralmente para interpretação e predição do comportamento de sistemas complexos na escala atômica. Dentre a abrangência dos cálculos feitos com essa teoria, algumas das aplicações contemporâneas mais comuns incluem o estudo do comportamento eletromagnético de materiais ferroelétricos e semicondutores magnéticos diluídos, interação entre fluidos e nanoestruturas e a predição de propriedades mecânicas de materiais. As propriedades de um sistema que podem ser obtidas por simulações de DFT incluem a energia do sistema, estabilidade entre estruturas, geometria, constantes elásticas, piezoelétricas e dielétricas e estudos dos efeitos de dopantes no comportamento de transformação de fase em óxidos. Os métodos de DFT podem ser aplicados para sistemas relacionados a sínteses e parâmetros de processamento, sistemas os quais frequentemente os estudos experimentais têm resultados inconsistentes e condições de não equilíbrio .

### Ciência dos Materiais

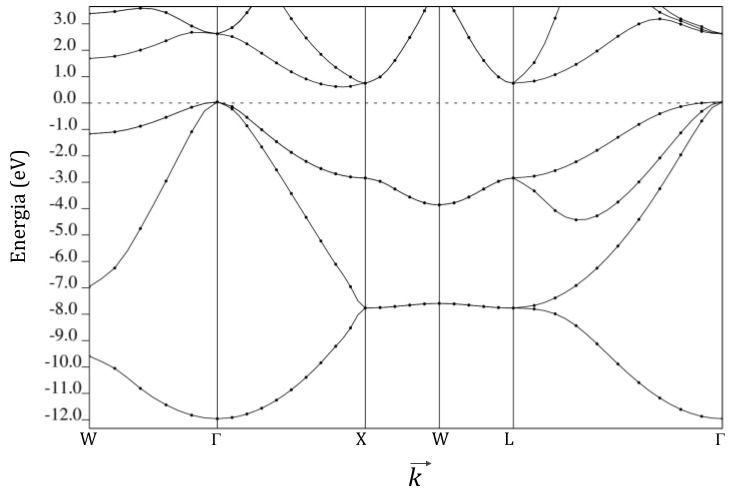
Estrutura de bandas do Silício obtido utilizando o funcional GGA PBE com o software Quantum Espresso

Um dos primeiros tópicos a ser abordado com sucesso pela DFT foi o estudo de cristais em condições ideais. A estrutura atômica desse tipo de material, dada sua estrutura cristalina, é descrita principalmente pelo volume ocupado por cada átomo. Calcular a energia total de acordo com a variação desse volume permite encontrar o estado de equilíbrio do sistema, além de ser possível obter o módulo volumétrico (bulk modulus) do cristal neste estado; esse parâmetro descreve o comportamento mecânico do material quando exposto à pressão hidrostática, uma propriedade importante para aplicações na engenharia .

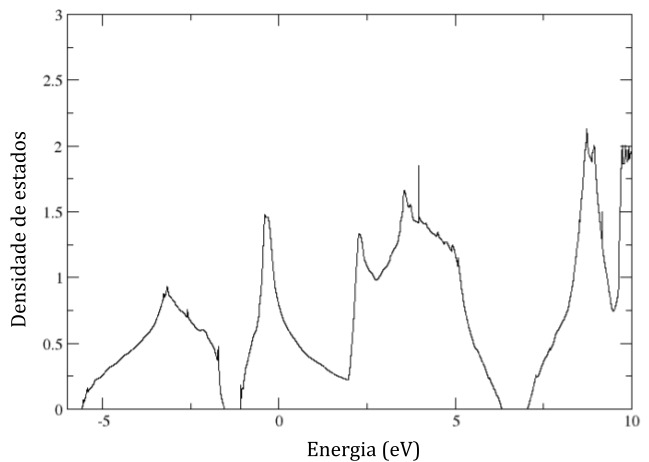
Densidade de estados do Silício obtido utilizando o funcional GGA PBE com o software Quantum Espresso

Além da análise de propriedades mecânicas, é possível utilizar a DFT para prever propriedades importantes como a estrutura de bandas, que tem permitido estudos nas áreas de materiais ferroelétricos, semicondutores magnéticos e eletroquímica. Na pesquisa de baterias recarregáveis, como as de lítio, a compreensão da relação entre as propriedades desses materiais em nanoescala e sua estrutura de bandas possibilita novos avanços na pesquisa de baterias de alta performance. É possível gerar a estrutura de bandas e densidade de estados no processo de pós-processamento, a partir de informações obtidas pelos cálculos de DFT.
A DFT tem sido aplicada também no estudo de nanoestruturas, como nanotubos e membranas. Há estudos recentes da interação dessas estruturas com poluentes, como dióxido de enxofre e propenal, ou com substâncias químicas de interesse biológico, como a dopamina, com propósito de detecção ou transporte de substâncias.

## Softwares
Os cálculos de DFT, Hartree-Fock e suas variações são feitos por programas especializados em física dos materiais e química computacional. Abaixo estão alguns exemplos de programas dedicados a cálculos de estrutura eletrônica:

### Quantum ESPRESSO
Quantum ESPRESSO é um software de código aberto distribuído gratuitamente sob a licença GNU e escrito principalmente com a linguagem Fortran. O programa é dedicado a cálculos de otimização estrutural, dinâmica molecular, dentre outras funcionalidades. Seus pseudopotenciais são obtidos da biblioteca PSlibrary, além de incluir recursos para geração de novos pseudopotenciais. Neste software, as funções de base utilizadas para expansão das funções de onda são ondas planas (PW).

### SIESTA
SIESTA é o nome dado a um método eficiente de cálculo de estruturas eletrônicas e dinâmica molecular ab initio, assim como ao programa dedicado a sua implementação, distribuído sob a licença GPL. O programa é dedicado ao uso de pseudopotenciais de Kleinman-Bylander e é projetado para ter uma relação flexível entre custo computacional e precisão de resultados, além de ser altamente eficiente para computação paralela. O SIESTA usa funções de base do tipo NAO (orbitais centrados em átomos e tabulados numericamente).

### Gaussian
Gaussian é um programa dedicado a química computacional, usado em conjunto com o GaussView, seu recurso de interface gráfica. Ao contrário dos dois anteriores, se trata de um software comercial, e as funções de base usadas são Gaussian orbital (GTO) e dão nome ao projeto.